# Danielle Rowe
Danielle Rowe, dite Dani, née Danielle King le 21 novembre 1990 à Hamble-le-Rice, est une ancienne coureuse cycliste britannique. Elle a remporté le championnat du monde de poursuite par équipes en 2011, en 2012 et en 2013. Surtout, en 2012, elle gagne le titre olympique à Londres dans la discipline. Elle a détenu le record du monde de la poursuite par équipes du 5 avril 2012 au 19 février 2015 sans discontinuité. Elle se reconvertit ensuite dans le cyclisme sur route.

## Biographie
Danielle est la fille de Trevor King, un biathlète qui a participé par deux fois aux Jeux olympiques d'hiver. En 2005, le programme britannique de détection des jeunes talents vient dans son école et la sélectionne. En 2009, elle souffre d'une mononucléose qui la pénalise dans son entraînement. Elle guérit et devient membre de l'équipe nationale de poursuite par équipes en 2011. 
Elle a remporté le championnat du monde de poursuite par équipes en 2011 avec Wendy Houvenaghel et Laura Trott, en 2012 avec Joanna Rowsell et Laura Trott et en 2013 avec Elinor Barker et Laura Trott. En 2012, à Londres, elle gagne la médaille d'or olympique avec Laura Trott et Joanna Rowsell. 
En novembre 2014, elle subit une chute sérieuse en prenant un nid-de-poule près de Merthyr Tydfil. Elle passe dix jours à l'hôpital en raison de difficultés respiratoire liés à une côte fellée.
En 2018, au Tour de Yorkshire, Danielle Rowe se classe troisième de l'arrivée en côte de l'ultime étape. Elle devient ainsi deuxième de l'épreuve derrière Megan Guarnier grâce aux bonifications accumulées sur la première étape,. Sur la deuxième étape du Women's Tour, Danielle Rowe est à l'attaque dans les côtes mais son échappée est reprise. Elle prend de nombreuses bonifications tout au long de l'épreuve et se classe troisième du classement général. Elle prend sa retraite à 28 ans à l'issue de cette saison.

## Vie privée
Elle est mariée au cycliste Matthew Rowe (en) depuis 2017. Ils habitent à Cardiff.

## Palmarès sur piste

### Jeux olympiques
- Londres 2012
  -  Championne olympique de la poursuite par équipes (avec Laura Trott et Joanna Rowsell)

### Championnats du monde
| Édition / Épreuve | Poursuite par équipes                      | Scratch | 500 m | Course aux points |
| Apeldoorn 2011    | Or (avec Wendy Houvenaghel et Laura Trott) | Bronze  |       |                   |
| Melbourne 2012    | Or (avec Joanna Rowsell et Laura Trott)    | 4e      | 23e   |                   |
| Minsk 2013        | Or (avec Elinor Barker et Laura Trott)     | 6e      |       | 8e                |
| Cali 2014         |                                            | 8e      |       |                   |

### Coupe du monde
- 2011-2012
  - 1re de la poursuite par équipes à Londres (avec Laura Trott et Joanna Rowsell)
  - 2e de l'omnium à Astana
- 2012-2013
  - 1re de la poursuite par équipes à Glasgow (avec Laura Trott et Elinor Barker)
- 2013-2014
  - 1re de la poursuite par équipes à Manchester (avec Laura Trott, Elinor Barker et Joanna Rowsell)
  - 1re de la poursuite par équipes à Aguascalientes (avec Katie Archibald, Elinor Barker et Joanna Rowsell)

### Championnats d'Europe
| Juniors et espoirs - Anadia 2011 - Championne d'Europe de poursuite par équipes espoirs (avec Katie Colclough et Laura Trott) - Médaillée d'argent de l'omnium espoirs | Élites - Apeldoorn 2011 - Championne d'Europe de poursuite par équipes (avec Laura Trott et Joanna Rowsell) - Apeldoorn 2013 - Championne d'Europe de poursuite par équipes (avec Laura Trott, Joanna Rowsell, Elinor Barker et Katie Archibald) - Médaillée d'argent de la course aux points |

### Championnats nationaux
- 2009
  -  Championne de Grande-Bretagne de l'américaine (avec Alex Greenfield)
  - 3e de la poursuite
  - 3e de la course aux points
  - 3e du scratch
- 2010
  -  Championne de Grande-Bretagne de poursuite par équipes
  - 2e de la course aux points
  - 2e de l'américaine
  - 3e du scratch
- 2011
  -  Championne de Grande-Bretagne de poursuite par équipes
  - 3e du scratch
- 2013
  -  Championne de Grande-Bretagne de poursuite par équipes
  -  Championne de Grande-Bretagne de l'américaine (avec Laura Trott)
  - 2e de la poursuite
  - 2e de la course aux points
  - 3e du scratch
- 2014
  -  Championne de Grande-Bretagne de poursuite par équipes
  - 3e du scratch

### Records sur piste
Danielle King a détenu le record du monde de la poursuite par équipes du 5 avril 2012 au 19 février 2015 sans discontinuité. Dans le détail :
- 3 min 15 s 720 (sur 3 km) réalisé aux championnats du monde de Melbourne avec Laura Trott et Joanna Rowsell. Record valable du 5 avril 2012 au 3 août 2012.
- 3 min 15 s 669 réalisé aux Jeux olympiques de Londres avec Laura Trott et Joanna Rowsell. Record valable du 3 août 2012 au 4 août 2012.
- 3 min 14 s 682 réalisé aux Jeux olympiques de Londres avec Laura Trott et Joanna Rowsell. Record valable le 4 août 2012.
- 3 min 14 s 051 réalisé aux Jeux olympiques de Londres avec Laura Trott et Joanna Rowsell. Record valable du 4 août 2012 au 18 octobre 2013.
- 4 min 26 s 556 (sur 4 km) réalisé aux championnats du monde d'Apeldoorn avec Laura Trott, Katie Archibald et Elinor Barker. Record valable du 18 octobre 2013 au 1er novembre 2013.
- 4 min 19 s 605 réalisé à Manchester avec Laura Trott, Katie Archibald et Elinor Barker. Record valable du 1er novembre 2013 au 5 décembre 2013.
- 4 min 16 s 552 réalisé à Aguascalientes  avec Joanna Rowsell, Katie Archibald et Elinor Barker. Record valable du 5 décembre 2013 au 19 février 2015.

## Palmarès sur route

### Par années
- 2013
  - 3e du championnat de Grande-Bretagne sur route
- 2014
  - 2e du championnat de Grande-Bretagne sur route
- 2018
  - 2e du Tour de Yorkshire
  - 3e du Women's Tour
  -  Médaillée de bronze  de la course en ligne aux Jeux du Commonwealth
  - 10e du championnat d'Europe sur route

### Classements mondiaux
| Année          | 2009 | 2010 | 2011 | 2012 | 2013 | 2014 | 2015 | 2016 | 2017 | 2018 |
| Classement UCI | 353e | -    | 281e | -    | 120e | 347e | 170e | 60e  | 73e  | 44e  |

## Distinctions
- Membre de l'Ordre de l'Empire britannique : 2013
- UEC Hall of Fame[7]